# Менексен (сын Сократа)
Менексен (др.-греч. Μενέξενος; между 402 и 399 годами до н. э., Афины — IV век до н. э.) — младший сын Сократа. На момент казни Сократа Менексен был младенцем. За свою жизнь не сделал ничего, что было бы отмечено современниками. Аристотель охарактеризовал Менексена, как и других его братьев, глупым и вялым, совершенно не похожим на отца. Является возможным адресатом одноимённого диалога Платона.

## Происхождение

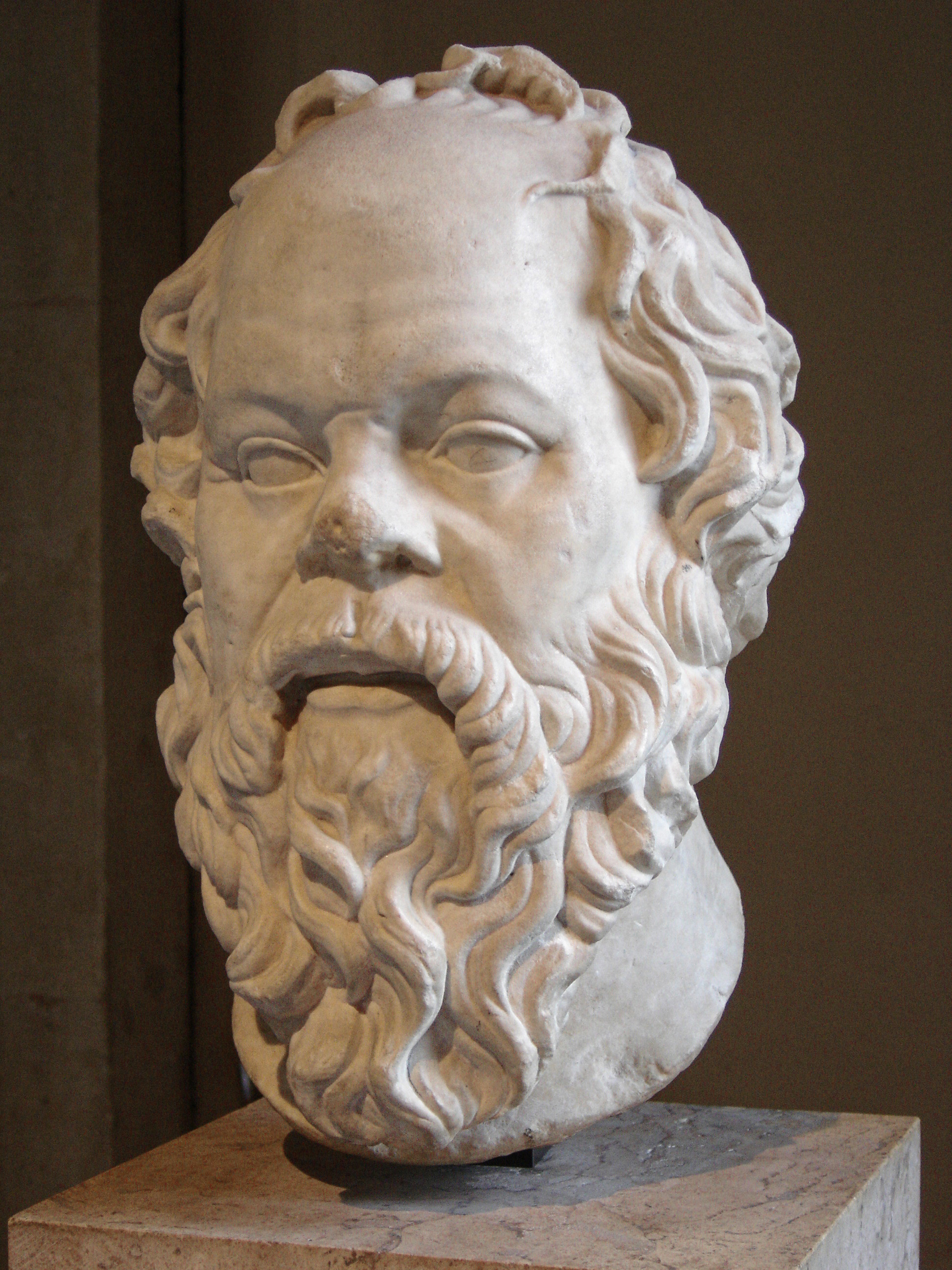
Отец Менексена Сократ
Римская копия бюста Сократа авторства Лисиппа. Лувр

Согласно античной традиции, у Сократа было три сына — Лампрокл, Софрониск и Менексен. На момент казни Сократа в 399 году до н. э., несмотря на его пожилой возраст около 70 лет, ни один из сыновей не достиг совершеннолетия. Платон упоминает о двух младенцах в произведениях «Апология Сократа» и «Федон». Оба диалога связаны с событиями последнего месяца жизни философа — осуждением на смерть и непосредственно казнью. В «Федоне» жена Сократа Ксантиппа приносит к нему на руках младенцев, чтобы тот смог с ними проститься. Исходя из этого Д. Нейлз делает вывод, что младший сын Сократа родился позже 402 года до н. э.
Платон не называет младших детей Сократа по именам. Диоген Лаэртский, живший более чем через 500 лет после смерти Сократа, указал их имена — Софрониск и Менексен. В отличие от Платона, он называет их матерью не Ксантиппу, а вторую жену Сократа Мирто, дочку или внучку Аристида Справедливого. Выбор имени «Софрониск» закономерен — так звали отца Сократа. У профессоров Л. Дин-Джонс и Д. Нейлз имя третьего ребёнка Сократа вызвало предположение о его родстве, степень которого неясна, с одним из учеников Менексеном, сыном Демофонта. В Древних Афинах, по традиции, детей называли в честь родственников — преимущественно дедов. Первых двоих сыновей Лампрокла и Софрониска, по всей видимости, назвали в честь отцов Ксантиппы и Сократа. С чем связан выбор имени Менексен, неизвестно, возможны лишь предположения. Учитывая, что имя не имело широкого распространения в Афинах, возможно, что если даже сына Сократа назвали и не в честь ученика Менексена, то кого-то из его, возможно общего с Сократом, родственников.

## Биография
Внимание профессора Л. Дин-Джонс также привлекли хронологические несостыковки событий в тексте платоновского диалога «Менексен». В нём Сократ произносит перед Менексеном речь в честь павших на войне. Эти слова перед Сократом, якобы, «не далее как вчера», произнесла Аспазия (умерла в 400 году до н. э.). При этом действие диалога происходит около 386 года до н. э., о чём в частности свидетельствует упоминание Анталкидова мира (387 год до н. э.), то есть спустя 13 лет после смерти Сократа. Ученик Сократа Менексен представлен в диалоге молодым человеком, который интересуется политикой. Исторический Менексен, сын Демофонта, никак не подпадает под эти характеристики. Возможно, ученик Сократа Платон сделал таким образом подарок сыну учителя, озаглавив его именем трактат с напутственными словами Сократа к молодёжи.
О жизни Менексена ничего не известно. В монографии посвящённой просопографии упомянутых в сочинениях Платона лиц информация о Менексене, сыне Сократа, включает лишь дату рождения, имена родителей и братьев. Косвенно, о внутренних качествах и судьбе Менексена свидетельствует Аристотель в «Риторике»: «прекрасно одарённые роды вырождаются в сумасбродные характеры, как, например, потомки Алкивиада и Дионисия Старшего, а роды солидные — в глупость и вялость, как, например, потомки Кимона, Перикла и Сократа».
Согласно античным источникам, кроме платоновского, существовало ещё по меньшей мере три озаглавленных именем Менексена диалога авторов IV века до н. э., которые теоретически могли знать Менексена — Антисфена, Главкона и Аристотеля (согласно Диогену Лаэртскому), а также жившего в конце IV — начале III веков до н. э. Филона из Мегары (согласно Клименту Александрийскому). Ни один из них не сохранился.